# باتريك إدوارد كونور
باتريك إدوارد كونور (بالإنجليزية: Patrick Edward Connor)‏ هو صحفي وضابط أمريكي، ولد في 17 مارس 1820 في مقاطعة كري في جمهورية أيرلندا، وتوفي في 17 ديسمبر 1891 في سولت ليك في الولايات المتحدة.